# Цюпак Олександр Порфирович
Олександр Порфирович Цюпак (1896, місто Зіньків, Полтавська губернія, Російська імперія, тепер Полтавської області — розстріляний 27 жовтня 1937) — голова виконкомів Старобільської, Прилуцької та Куп'янської окружних рад, заступник голови виконкому Луганської окружної ради, секретар Одеського обласного виконавчого комітету, зінов'євський та вінницький міський голова, голова виконкому Тульчинської районної ради, член ВУЦВК.

## Життєпис
Народився в родині різноробочого. У 1908 році закінчив початкову приходську трирічну школу м. Зінькові Полтавської губернії.
Член РКП(б) з 1919 року.
У 1919 роув служив політичним комісаром 1-ї бригади 54-ї стрілецької дивізії Червоної армії, місяць перебував у полоні у денікінців у місті Севську Орловської губернії.
У 1921 році — голова Старобільського революційного комітету.
У 1923—1924 роках — голова виконавчого комітету Старобільської окружної ради Донецької губернії.
Звільнення з посади голови Старобільського окрвиконкому було пов'язане із великим скандалом. У лист начальника міліції Старобільського округу, написаний улітку 1925 р. й адресований особисто Г. І. Петровському, в Політбюро ЦК КП(б)У та старобільському окружному прокурору вказано: «…Голова України, вам відомий колишній голова окрвиконкому т. Цюпак, який на честь свого від'їзду влаштував бенкет, де перепилися до такого стану, що міліція була змушена розносити усіх відповідальних працівників округу та районних представників по квартирах, частина з них валялася по тротуарах та була підібрана сторонньою публікою. Розмови велись приблизно біля місяця, поки не дійшло до губернського парткому, але й там затихло, тому що треба було б віддати під суд усіх працівників. Від такої дискредитації представникам влади немає проходу від населення. В той час, коли, як вам відомо, у Старобільській окрузі є люди, пухлі від голоду, які кажуть про те, що ми голодуємо, а вони п'ють. Уявіть собі самі — улаштувати вечірку на 40 осіб, які в дрезину були п'яні».
З 1924 року — заступник голови виконавчого комітету Луганської окружної ради. З 17 по 21 листопада 1925 року — тво. голови виконавчого комітету Луганської окружної ради.
На 1927 рік — голова виконавчого комітету Прилуцької окружної ради.
З лютого до серпня 1930 року — голова виконавчого комітету Куп'янської окружної ради.
Потім — секретар виконавчого комітету Одеської обласної ради.
У 1933—1934 роках — голова Зінов'євської (Кіровоградської) міської ради Одеської області.
У 1935—1936 роках — голова Вінницької міської ради.
До серпня 1937 року — голова виконавчого комітету Тульчинської районної ради Вінницької області.
23 серпня 1937 року заарештований органами НКВС. Вироком Військової Колегії Верховного суду СРСР засуджений до розстрілу за статтями 54-7, 54-8, 54-11 КК УРСР. Страчений 27 жовтня 1937 року. Реабілітований Верховним судом СРСР 25 липня 1957 року